# Benthoctopus januarii
Benthoctopus januarii är en bläckfiskart som först beskrevs av William Evans Hoyle 1885.  Benthoctopus januarii ingår i släktet Benthoctopus och familjen Octopodidae. Inga underarter finns listade i Catalogue of Life.

## Bildgalleri

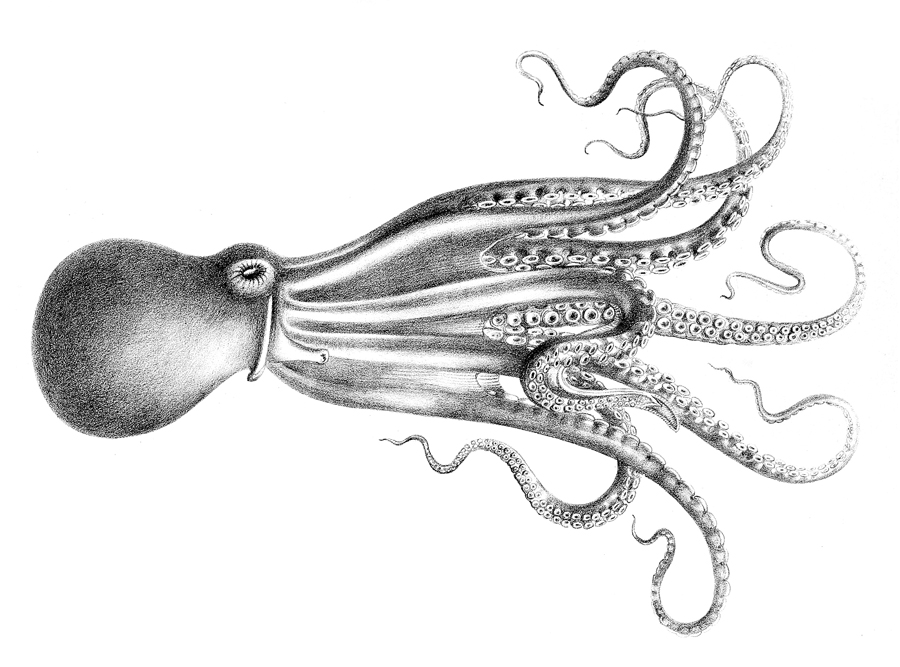